# 1981年のMLBストライキ
1981年のMLBストライキ（1981 Major League Baseball strike）とは、1981年6月12日から7月31日までの50日間にわたり、メジャーリーグベースボール（MLB）の選手が起こしたプロ野球ストライキである。7月31日に合意に達し、8月9日にオールスターゲームが開催された。翌10日にシーズン公式戦も再開された。ストライキ期間中に予定されていたシーズン公式戦合計713試合が中止となった。
経営者側は7200万ドルの総損失を被り、選手側は週400万ドルの給与を失った。

## ストの経緯
1981年5月29日、選手会の理事会はフリーエージェント（FA）の未解決の問題のために1972年以来、メジャーリーグベースボール（MLB）史上2度目となるストライキの決行を全会一致で可決した。
経営者側は選手を契約で縛り付ける特権を必死に取り戻そうとして、FAによって選手を失ったチームに補償が支払われることを要求した。求めた補償の内容は獲得する選手は自由に選べるというものである。問題となったのはこの署名チームの名簿から選ばれる選手についてだった。選手会側は補償によってFAの価値が損なわれると主張した。
ストライキは6月12日に選手によって引き起こされたが、多くのマスメディアは経営者側に責任があると激しく非難した。スポーツ・イラストレイテッド誌は「Strike! The Walkout the Owners Provoked」という見出しを載せた。
経営者側は保険を掛けていたこともあって強気の姿勢を崩さず、交渉は進展しなかった。経営者側の保険が切れる寸前になると事態は変わり、7月31日にFA選手を喪失した球団に支配下選手40人のうち26人まで入れることが出来るプロテクトリストに含まれない選手を獲得する権利や、補償ドラフトの指名権を付与するシステムを導入することで双方が合意に達した｡
このFA補償ドラフトはプロテクトリストから外れていた通算273勝の大ベテラン投手、トム・シーバーをシカゴ・ホワイトソックスが、同じくプロテクトリストに入っていなかった1984年1月のドラフト会議で全体1位指名を受けた新人投手、ティム・ベルチャーをオークランド・アスレチックスが獲得したことなどから問題となり、1985年には廃止になった。

## スト終結後の影響
8月9日にクリーブランド・インディアンスの本拠地、クリーブランド・スタジアムでオールスターゲームが開催され、オールスター史上最多の72,086人の観客動員数を記録した。翌10日にシーズン公式戦が再開された。
8月6日にスト実施によるシーズン試合数の減少に対応し、6月12日までを前期、7月31日以降を後期に分けるスプリットシーズン制が採用されることが決まった。スプリットシーズン制の採用は1892年以来、89年ぶりのことだった。まずは前期と後期の最高勝率チームによるディビジョンシリーズ（地区優勝決定シリーズ）を戦い、その後にリーグチャンピオンシップシリーズを行う。よって、スト開始時点で地区首位だった4チームは後期の成績に関係無しに自動的にディビジョンシリーズへ進出することになった。MLBコミッショナーのボウイ・キューンの自伝によると、当初は26チームのうち、15チームがスプリットシーズン制に賛意を示し、5チームがシーズンを継続させたい考え、4チームが独自の考えを持ち、2チームが態度を保留していたという。
このためにシンシナティ・レッズ（ナショナルリーグ西地区）とセントルイス・カージナルス（ナショナルリーグ東地区）は1981年シーズントータルではともに地区首位となる成績で終えたにもかかわらず、前期と後期の両方で地区2位だったために1981年のナショナルリーグディビジョンシリーズに進出することが出来なかった(ディビジョンシリーズ進出チームは東地区が フィラデルフィア・フィリーズとモントリオール・エクスポズ、西地区がロサンゼルス・ドジャースとヒューストン・アストロズであった)。